# Francisco Jiménez Tejada
Francisco Jiménez Tejada, més conegut com a Xisco, és un futbolista professional mallorquí, nascut el 26 de juny de 1986, que ocupa la posició de davanter, actualment al CA Peñarol. Ha estat internacional amb la selecció espanyola sub-21.

## Trajectòria
Format al planter de l'Atlètic Balears fins al 2003 i des de llavors en el del Deportivo de La Corunya, a l'abril del 2005 debuta amb el primer equip a la màxima categoria. Al mes següent, aconsegueix dos gols davant el Reial Saragossa. La temporada 05/06 continua amb aparicions esporàdiques, marcant un altre gol. La campanya següent és cedit a la UD Vecindario, de Segona Divisió. Al quadre canari és titular, i si bé acaben descendint, l'illenc marca 13 gols. De nou al Deportivo, qualla una bona temporada 07/08, en la qual, tot i ser no consolidar-se com a titular, marca 9 gols.
Al setembre del 2008 fitxa pel Newcastle United FC per 5,7 milions de lliures. Però, a l'equip anglès no té massa oportunitats, estant per darrere d'altres davanters com Michael Owen, Mark Viduka o Lovenkrands, entre d'altres.
L'estiu del 2009, és cedit al Racing de Santander, de la primera divisió espanyola.